# Pokrovnik
Pokrovnik falu Horvátországban Šibenik-Knin megyében. Közigazgatásilag Drnišhez tartozik.

## Fekvése
Šibeniktől légvonalban 16, közúton 22 km-re északkeletre, községközpontjától légvonalban 9, közúton 14 km-re délnyugatra, Dalmácia közepén, a Šibeniket Kninnel összekötő 33-as számú főút mentén fekszik.

## Története
A falu területe az őskor óta lakott. A Copića nevű határrészén újkőkorszaki leletek kerültek elő. A feltárások 1979 és 2006 között folytak a területen a šibeniki és a drniši múzeum régészeinek vezetésével. A felső rétegekben a danilo kultúrához tartozó használati tárgyak, cserépedények töredékei, csontból, kőből és kovakőből készített szerszámok, rhütonok kerültek elő. A mélyebb rétegekben kagylóhéjjal nyomott, ún. Cardium-kerámiák maradványait találták, de erről a helyről előkerültek csiszolt szerszámok (kisméretű csiszolt szekerce) is. Itt kerültek elő először mindkét időszakból származó kőházak maradványai is bennük kőből rakott tűzhelyekkel és előkerült egy fej és karok nélküli szobrocska is.
A horvátok a 7. században költöztek be erre a területre. Copićán egy óhorvát temetőt is találtak. A pokrovniki plébániát és a Szent Mihály templomot 1298-ban említik először. A plébániához Pokrovnik, Banjica, Zaharina; Zamelica és Radićani települések tartoztak. A török 1543-ban felgyújtotta és kifosztotta a falut, 1564-ben pedig a plébánia is megszűnt működni. A török uralom idején új lakosság települt be és egy ideig a falut is másképpen, Ugarcinak nevezték. A török kiűzése után Hercegovinából új lakosság települt be és Mirlovci központtal új plébániát alapítottak. 1797-ben a Velencei Köztársaság megszűnésével a Habsburg Birodalom része lett. 1806-ban Napóleon csapatai foglalták el és 1813-ig francia uralom alatt állt. Napóleon bukása után ismét Habsburg uralom következett, mely az első világháború végéig tartott. A falunak 1857-ben 220, 1910-ben 420 lakosa volt. Az első világháború után előbb a Szerb Királyság, majd rövid ideig az Olasz Királyság, ezután a Szerb-Horvát-Szlovén Királyság, majd Jugoszlávia része lett. 1991-ben majdnem teljes lakossága horvát nemzetiségű volt. A településnek 2011-ben 220 lakosa volt.

## Lakosság
| Lakosság változása | Lakosság változása | Lakosság változása | Lakosság változása | Lakosság változása | Lakosság változása | Lakosság változása | Lakosság változása | Lakosság változása | Lakosság változása | Lakosság változása | Lakosság változása | Lakosság változása | Lakosság változása | Lakosság változása | Lakosság változása |
| ------------------ | ------------------ | ------------------ | ------------------ | ------------------ | ------------------ | ------------------ | ------------------ | ------------------ | ------------------ | ------------------ | ------------------ | ------------------ | ------------------ | ------------------ | ------------------ |
| 1857               | 1869               | 1880               | 1890               | 1900               | 1910               | 1921               | 1931               | 1948               | 1953               | 1961               | 1971               | 1981               | 1991               | 2001               | 2011               |
| 220                | 244                | 270                | 320                | 392                | 420                | 390                | 468                | 444                | 497                | 477                | 472                | 381                | 357                | 256                | 220                |

## Nevezetességei
- Mihály arkangyal tiszteletére szentelt római katolikus temploma egy a falu fölé emelkedő dombon épült. 1298-ban és 1452-ben még plébániatemplomként említik a korabeli források. Többször bővítették és átépítették, 1690-ben megújították. Homlokzatán a kapuzat mellett két ablakocska látható. Az egyik ablak keretén keresztet tartó két kezet ábrázoló dombormű, a másikon az 1705-ös évszám, a templom megújításának éve látható bevésve. A bejárati ajtó felett lunetta látható, lefelül a pengefalú harangtoronnyal. A homlokzaton még egy bevésett évszám, az 1774-es található. A templom belül boltozott. A szentélyt 1907 és 1910 között megújították. A főoltárt 1904-ben faragták. Egy régi feszület is található benne. 1988-ban új harangtornyot építettek mellé. 1999-ben új márvány oltárt állítottak a templomban, a padozatot is márvánnyal burkolták. A templom körül található a falu temetője.[4]
- Copići újkőkori régészeti lelőhely
- Határában Gradina-hegy északnyugati lábánál, a Pokrovnikból Mirlović Zagora irányába vezető út mellett található a Pećina nevű forrás.[7] A kimeríthetetlen vizű ivóvízforrás, valószínűleg egy földalatti patak része, amely többnyire ugyanazt a szintet tartja, de időnként, heves esőzések idején megemelkedik, és a mezőn lefelé vezető út alatti csatornán keresztül lefolyik. A vízforrás fölé (amelyet egy kis barlang vagy barlangszerű üreg gerendái között találunk, innen a Pećina elnevezés) téglalap alaprajzú kőépületet emeltek, méretei: 6,30  x 3,00 m, magassága 2,25 m. Az épület délnyugati bejárattal és egy északnyugati nyílással rendelkezik. Az épület négyzet alakú kövekből épült, az északnyugati homlokzaton a homlokzat magasságában két, profilozott fővel ellátott kőpilaszter található. A homlokzat tetején profillal keretezett kőlap található, rajta a következő felirattal: BUILT 1890. A felirattábla fölött csogavonalas díszítésű kőtömbök láthatók, felül stilizált liliomvirággal. A bejáratnál több lépcső vezet a belső térbe, majd egy lépcső vezet le a vízhez.